# The Sun (gruppo musicale estone)
The Sun è un gruppo musicale estone attivo dal 2003.
Quasi tutti i loro brani sono cantati in lingua estone. Tra questi, ha avuto un particolare successo il singolo Welcome to Estonia. Lo stile dei Sun va dalle ballate rock classiche a brani più aggressivi, con influenze metal e industrial.

## Formazione
- Tanel Padar – voce, chitarra
- Meelis Tauk – chitarra
- Danel Pandre – basso
- Tomi Rahula – sintetizzatore, cori

## Discografia

### Album
- 2005 − The Greatest Hits
- 2005 − Veidi valjem kui vaikus
- 2006 − 100% Rock'n'roll
- 2007 − Veidi valjem kui vaikus II
- 2008 – Here Comes the Sun
- 2008 – Unisex
- 2010 – Ring
- 2015 – Ma näen sind
- 2015 − Veidi valjem kui vaikus III

### Album dal vivo
- 2006 – Live

### Raccolte
- 2006 – Tanel Padar & The Sun

### Singoli
- 2006 – Tüdrukune/Kuu on päike
- 2006 – Hopelessness You